# 白猫

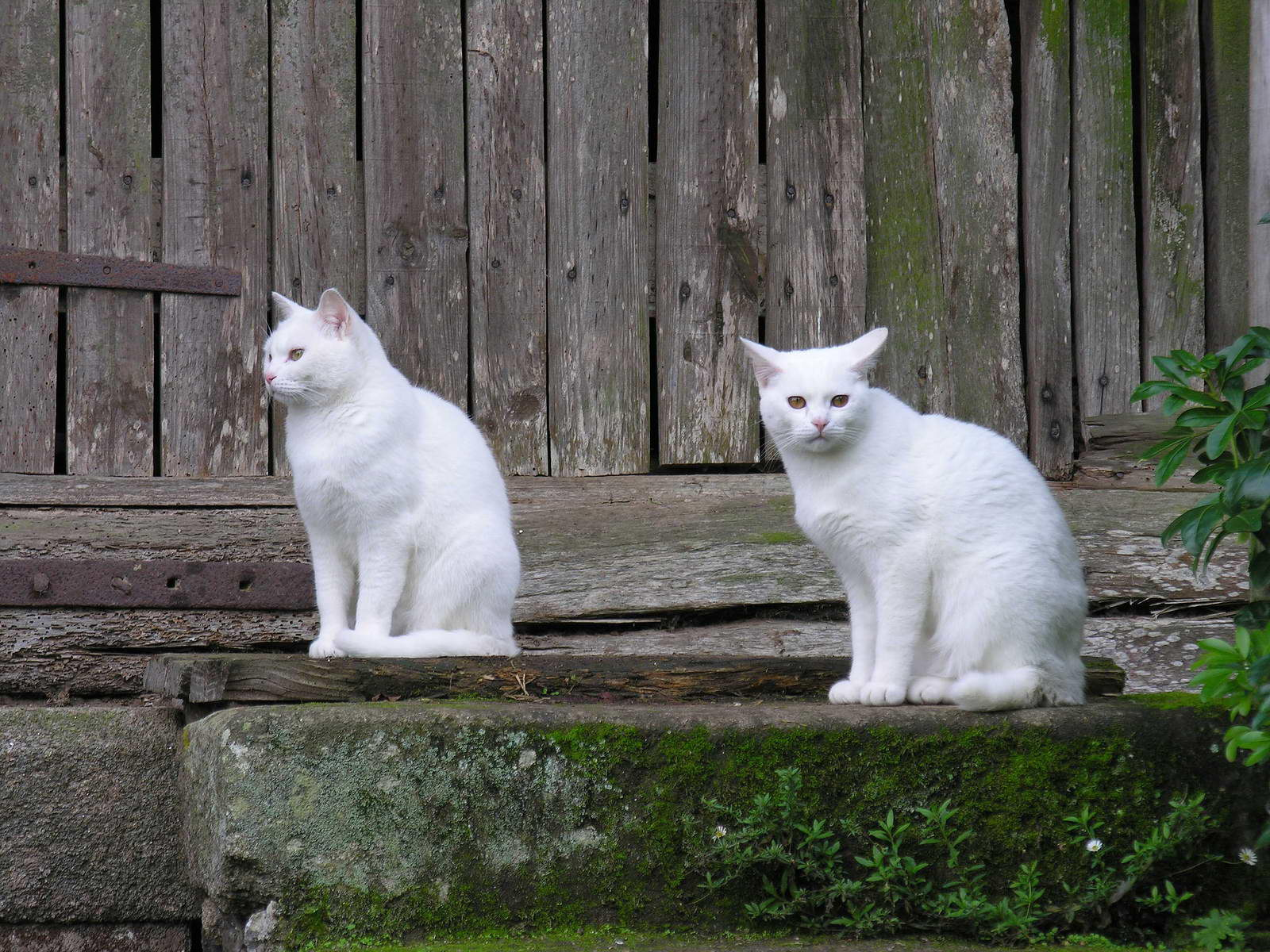
2匹の白猫

白猫（しろねこ）とは、全身の大半が白い毛で覆われている猫の総称である。

## 「白猫」の遺伝学
遺伝学に基づいたうえで見るならば、この地球上には2種類の白猫が存在する。まず1つは色素を全く持たずに生まれる、突然変異であるアルビノとしての白猫、もう1つはそうでない白猫である。後者の白猫としての誕生を決定付けるのは、「白色遺伝子」と呼ばれる優性遺伝子、あるいは「白斑遺伝子」と呼ばれる遺伝子である。白色遺伝子と白斑遺伝子は全く別個の遺伝子であるが、白毛を生成する作用を持つという点では共通している。

### 白色遺伝子
全身が白一色の白猫は、通常は白色遺伝子を保有している。 その作用から「マスキング遺伝子」(遮蔽遺伝子)とも呼ばれるこの遺伝子は、猫の毛色の決定に関わる他のあらゆる遺伝子に対して優性である。したがって、これを1つでも受け継いだ猫は、たとえ他のどのような毛色の遺伝子を有していようと、全身が白一色の猫として誕生する。
この「白色遺伝子」は言い換えるならば「毛色を消してしまう遺伝子」あるいは「他の毛色の発現を抑制してしまう遺伝子」であり、それだけに、白猫とその子孫からは様々な毛色の猫が生まれる可能性がある。 すなわち、この遺伝子の作用によって抑制された毛色―いわば潜在する毛色が子孫に伝えられるからである。

### 白斑遺伝子
白斑遺伝子は、これを有する個体の被毛に対して、その局所に白色の斑を生成する作用を持つ。 他の毛色の遺伝子群とは独立した遺伝子であるため、どのような毛色との組み合わせであっても、そこに白斑を作り出すことができる。この遺伝子は非白斑の遺伝子に対して優性である。ホモ接合の場合はヘテロ接合の場合より白斑部が広く現われる。

### 聴覚障害

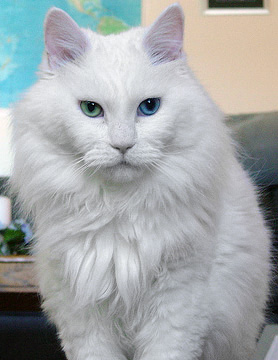
青色の眼を持つ聾の白猫

白色遺伝子と白斑遺伝子は聴覚障害と結び付くことがある。 先天性の聴覚障害が白猫以外の猫に現われることは極めて稀である。白色遺伝子を例に取るならば、この遺伝子は、これを有する個体に対して、青色の眼、聴覚障害、あるいはこれらの両方を、数割の確率で発現させる。その眼の色に着目するならば、青色の眼を持つ白猫は、黄色や橙色の眼を持つ猫よりも聴覚障害の個体が多い。その発生率については、目色が青でない白猫におけるそれを17%から20%と、そして両目ともが青色で全身が白一色の白猫におけるそれを65%強から85%とする研究がある。
白毛と青眼と聴覚障害とが結び付きを有する理由は、被毛と虹彩と聴覚という3器官の形成の過程において、ともにメラノサイト―すなわちメラニン形成細胞が関わってくるからである。白毛と青眼なるものはすなわち被毛と虹彩の色が無い状態であり、これらの器官に色素を運ぶのが血液中のメラノサイトなのである。そしてメラノサイトは聴力の形成に関する細胞の運搬にも関わっており、白色遺伝子と白斑遺伝子はその働きを阻害する作用を有している。 ことに白色遺伝子に至っては、これが細胞中に1つや2つでも存在すると、メラノサイトのほとんどが全く動作しなくなってしまう。

### アルビノ

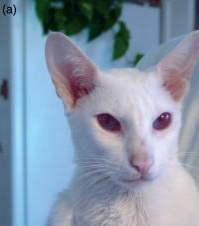
アルビノの白猫

アルビノの遺伝子は毛色の遺伝子に対して劣性である。アルビノとしての白猫の場合には、その特徴として、ウサギやネズミのそれと同様に、瞳の色が赤であることが挙げられる。逆に言うならば、この特徴によって、アルビノの白猫とそうでない白猫との識別が可能になってくる。
ウサギやネズミのそれと違って、猫のアルビノの個体は滅多に見ることができない。つまりは数が極端に少ない。自然界における猫の中での最弱者層に属するものだからであると考えられる。

## オッドアイ

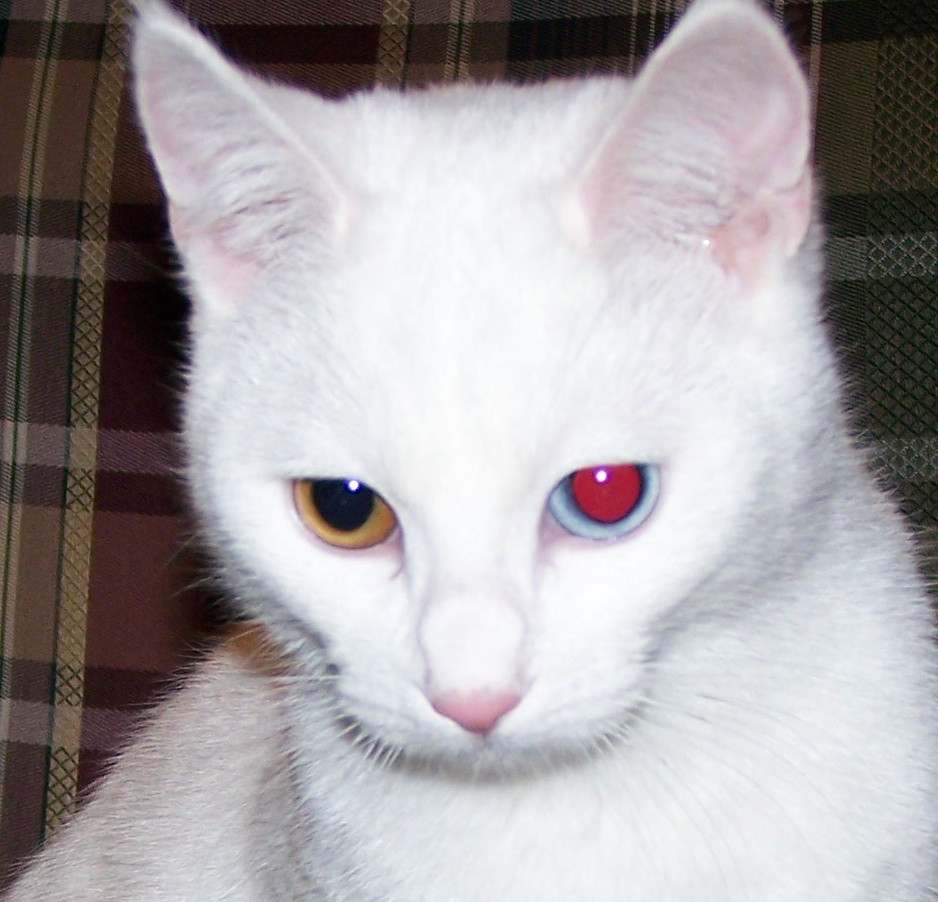
オッドアイの白猫

その瞳の色が左右で異なる個体―いわゆるオッドアイの個体は、どのような毛色の猫にも見られはするものの、白猫に特に多い。オッドアイの猫の眼色の組み合わせは、一方が青色で、もう一方が橙色/黄色/茶色/緑色のどれかであることが通常である。
そもそも白猫それ自体に―特に青色の眼を持つ白猫それ自体に聴覚障害の傾向が存在しているが、オッドアイを持つ個体の場合であっても、その薄い色の眼の側―すなわち青色の眼の側の聴覚に障害が起こることが多いようである。 これは普通は青色の眼の側の聴覚だけに起こるものであり、青色でない眼の側の聴覚は普通は正常である。その発生率については、おおよそ3割から4割ほどであるとする研究がある。

## 消える色斑
白猫の子猫の身体の一部に灰色の薄い斑点が出現することがある。これは成長とともに消失してゆくもので、「ゴースト・マーキング」と呼ばれている。 ことに頭部に現われるものを指して「キトゥン・キャップ」ともいうこの色斑は、白色遺伝子を有する子猫のみに出現するものであり、その色を確認することによって、白色遺伝子の抑制したその子猫の潜在する毛色―隠された毛色の識別が可能になってくる。

## 特色
人間側から抱かれがちなその性格についての印象としては、「神経質」「怒りっぽい」あるいは「身体を滅多に触らせない」などといったものが挙げられる。繊細な性格を持つ個体が多いとの調査結果がある。一説によると、天敵からの捕捉を惹起し易い目立つ毛色を有していながら自然界を生き延びてくることができたのは、すなわち気が強いという性質を有しているからであると考えられ、それが人間を容易には寄せ付けようとしないその繊細さに繋がっているのであるという。しかしながら、現実には性格の個体差が大きく、そうでない場合も多々ある。

## 飼育
繊細であるというその性格的傾向を考慮するならば、落ち着くことのできる場所を幾つか用意することで安心感を与えつつ、時間を掛けて少しずつ距離を縮めてゆくのが好ましいようである。アルビノの白猫を飼うにあたっては、光に弱いというその性質を考慮したうえで、紫外線に当てないようにすることが重要である。

### ウェブ
1. 1 2 3  雑種（白猫）をご紹介＞白猫ちゃんについて
2. 1 2 3  White Cats, Eye Colours and Deafness（英語）
3. ↑  ノルウェージャンフォレストキャット　N&M　with NFC4
4. ↑  コーネル大学獣医学科：白猫は例外なく難聴なのであろうか？ （英語）
5. ↑  FURRY BOOTS Norwegian Forest Cats（英語）

### 文献
- 文献1　『日本猫の飼い方』 1990年6月20日 ISBN 4416590059

1. 1 2 3 4  頁．90：『白猫の遺伝』 大木卓
2. ↑  頁．89-90：『白斑の遺伝』 大木卓

- 文献2　『猫種大図鑑』 1998年12月 ブルース・フォーグル著/小暮規夫訳 ISBN 4938396459

1. 1 2 3 4 5  頁．95：『ホワイトとバイカラー』

- 文献3　『ねこのきもち』 2009年8月号(vol.51)

1. 1 2  頁．21：『毛色と性格』＞白猫 ― 『白猫』を『全身の大半が白1色』と定義
2. ↑  頁．26：『性格以外に体質も、毛色が関係することが』 今泉忠明（ねこの博物館館長）
3. ↑  頁．25：『単色』
4. 1 2  頁．27：『白猫』

- 文献4 『世界のネコたち』 2000年9月1日 グロリア・スティーブンス ISBN 463559615X

1. 1 2 3  頁．22：『ホワイトのネコ』
2. 1 2 3  頁．23：『頭部の色斑』

- 文献5 『イラストでみる猫学』 2003年11月20日第1刷 林良博 ISBN 4061537237 頁．10-16：『遺伝からみた猫』

1. ↑  頁．12：『優性の白色』/『劣性の白色』
2. ↑  頁．13：『劣性の白色』